# Progressieve inflammatoire neuropathie
Progressieve inflammatoire neuropathie (PIN) is een auto-immuunziekte die voor het eerst officieel werd vermeld in een rapport van het Amerikaanse Center for Disease Control in januari 2008 De eerste bekende uitbraak van deze ziekte was in het zuidoosten van Minnesota in de Verenigde Staten. De ziekte werd gemeld onder medewerkers van een slachthuis voor varkens. Men vermoedt dat deze werknemers de ziekte mogelijk hebben opgelopen door inademing van aerosolen van varkenshersenen. Door inademing van de herseneiwitten krijgen deze patiënten een auto-immuungemedieerde perifere neuropathie.

## Symptomen
De belangrijkste symptomen zijn acute verlamming, zwakte en gevoelloosheid. De symptomen zijn vergelijkbaar met die van het syndroom van Guillain-Barré en chronische inflammatoire demyeliniserende polyneuropathie.